# Инохоса, Эдуарде де
Эдуарде де Инохоса (исп. Eduardo de Hinojosa y Naveros; 10 ноября 1852, Алама-де-Гранада Гранада — 19 мая 1919, Мадрид) — испанский политической и государственный деятель, историк, педагог,  юрист, политик. Член испанской Королевской исторической академии (1889), Королевской испанской академии испанского языка (1904), Королевской академии моральных и политических наук (1907), Академии искусств Барселоны (исп. Acadèmia de Bones Lletres de Barcelona).
В 19-летнем возрасте получил степень доктора права в Университете Гранады. В 1878 году переехал в Германию и установил научные связи по таким предметам, как римское право и история. В 1880 и 1885 годами получил степень доктора литературы и занял кафедру исторической географии в Высшей школе дипломатии. Опубликовал большой  труд «История римского права согласно новейшим исследованиям» в двух томах.
По политическим настроениям был близок к Консервативной партии, возглавляемой Кановасом дель Кастильо; выполнял в 1891-1892, 1896-1897 и 1900-1901 годах обязанности губернатора провинции Аликанте, Валенсии, Барселоны, где вёл борьбу с выступлениями социалистов и анархистов.
Научную деятельность начал с работ по археологии Испании римского и вестготского периодов, затем перешёл к изучению и преподаванию римского права и в 1880-1885 годах выпустил в свет 2 тома «Истории римского права по новейшим исследованиям» (исп. Historia del Derecho Romano según las mas recientes investigaciones, v. 1-2, Madrid) - занялся преподаванием римского права в Мадридском университете.
Близость к политической жизни развила у него интерес к проблемам социальной истории, чему он посвятил ряд работ в наиболее плодотворный последний период своей деятельности — «Сеньориальный режим и аграрный вопрос в Каталонии в средние века» (исп. El régimen señorial у la cuestion agraria en Cataluña urante la edad media", Madrid, 1905), ряд статей по социальному положению средневекового каталонского и арагонского крестьянства (с (исп. Obras, v. 1-2, Madrid, 1948-55), «Сборник документов по истории леонских и кастильских учреждений X-XII вв.» (исп. Documentos para la historia de las instituciones de León y de Castilla (siglos X-XII)", Madrid, 1919), содержащий ценный материал по истории крестьянства и др.
Последовательно испытал влияние Т. Моммзена, Н. Д. Фюстель де Куланжа. Позднейшие работы учёного (XX в.) посвящены социальной истории средневековой Испании (главным образом Каталонии).

## Избранные труды
- Documentos para la historia de las instituciones de León y de Castilla (Siglos X-XIII)
- Historia del Derecho Romano según las más recientes investigaciones (2 т.)
- Historia general del Derecho español
- Elemento germánico en el Derecho español
- El régimen señorial y la cuestión agraria en Cataluña
- Manual Dykinson
- Necrológica en Boletín de la Real Academia Española, Tomo VI, Cuaderno XXVIII, 1919, págs. 297-306.